# Michelskapelle (Burghausen)

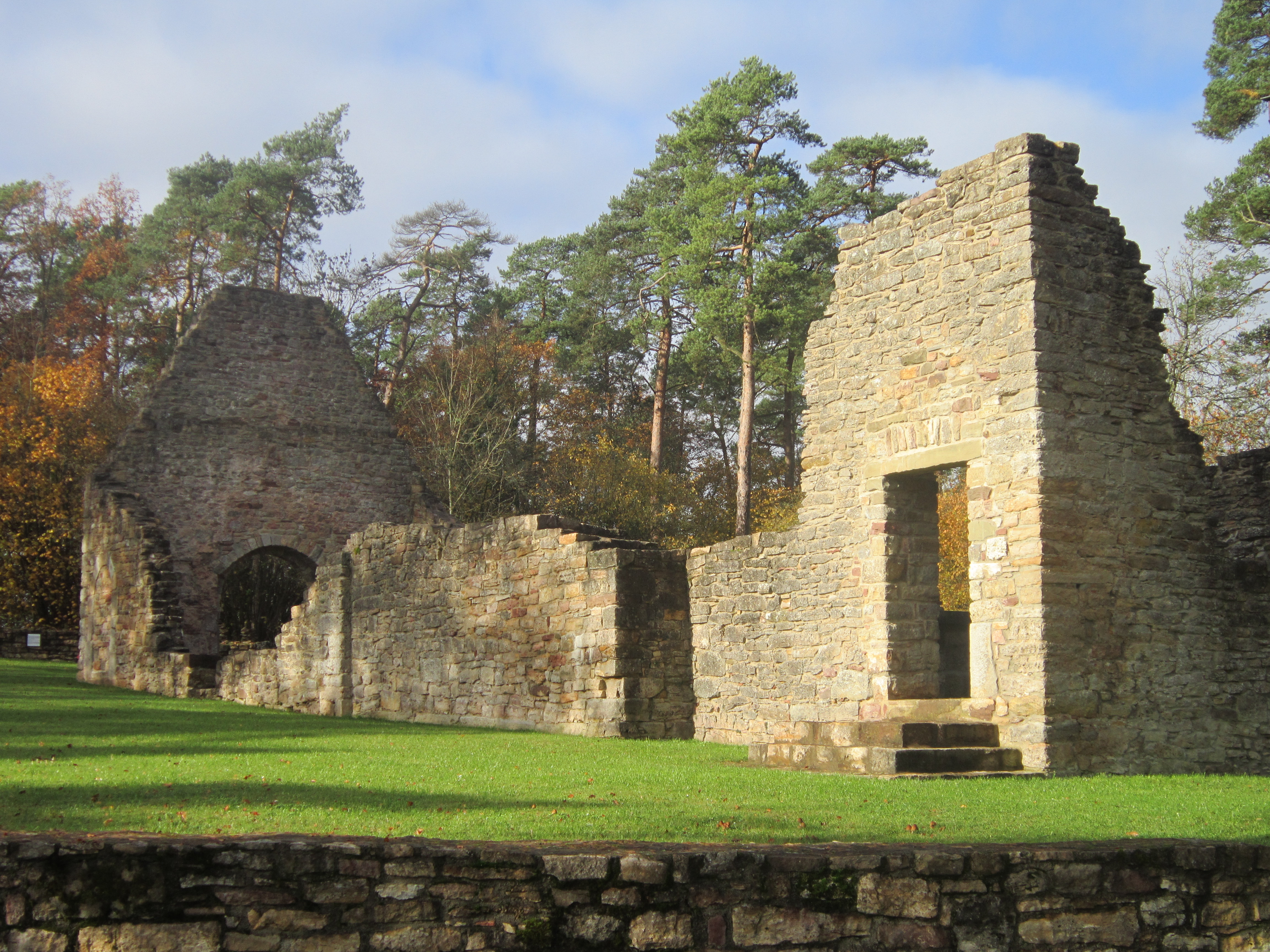
Michelskapelle

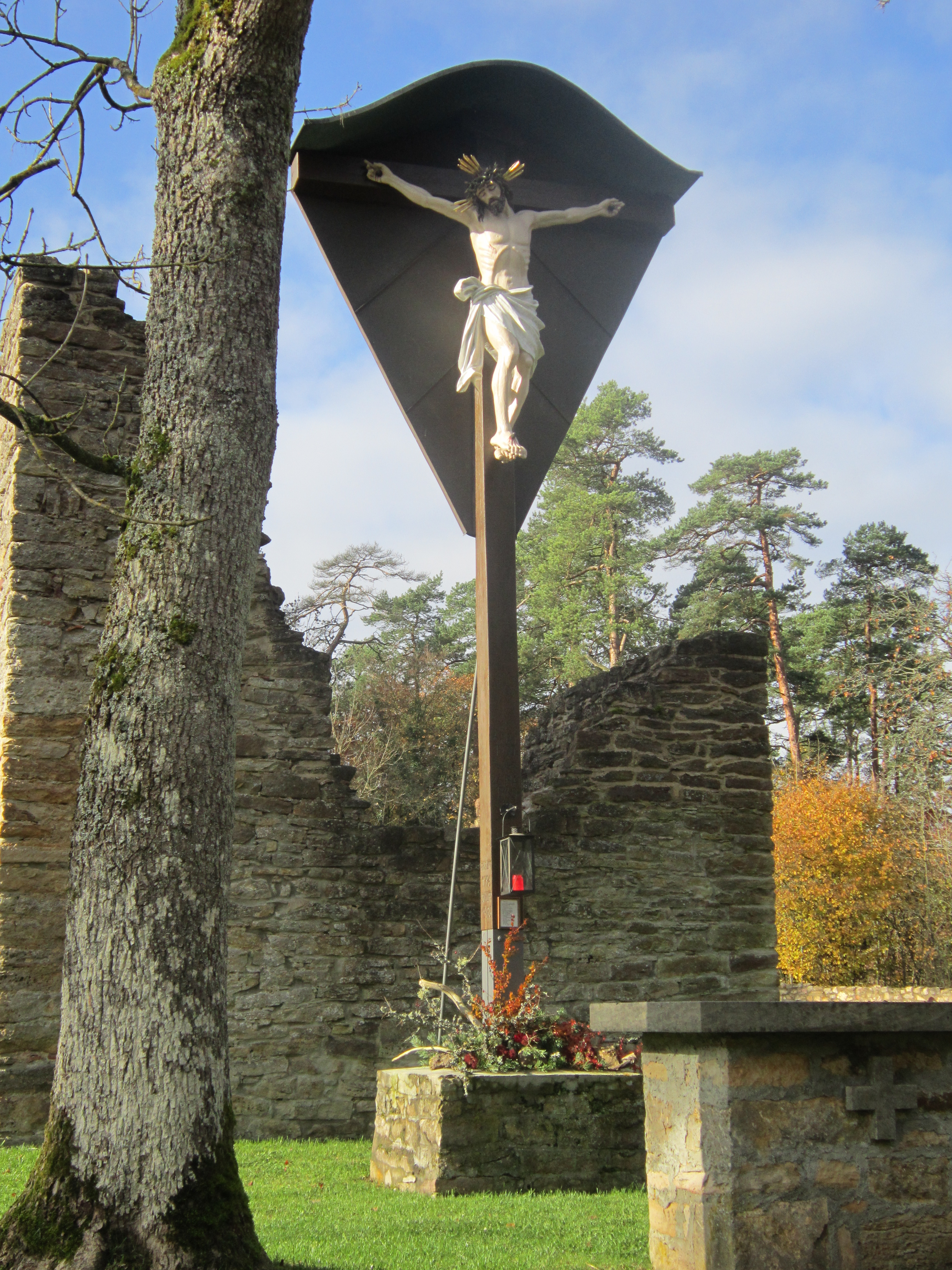
Kruzifix vor der Michelskapelle

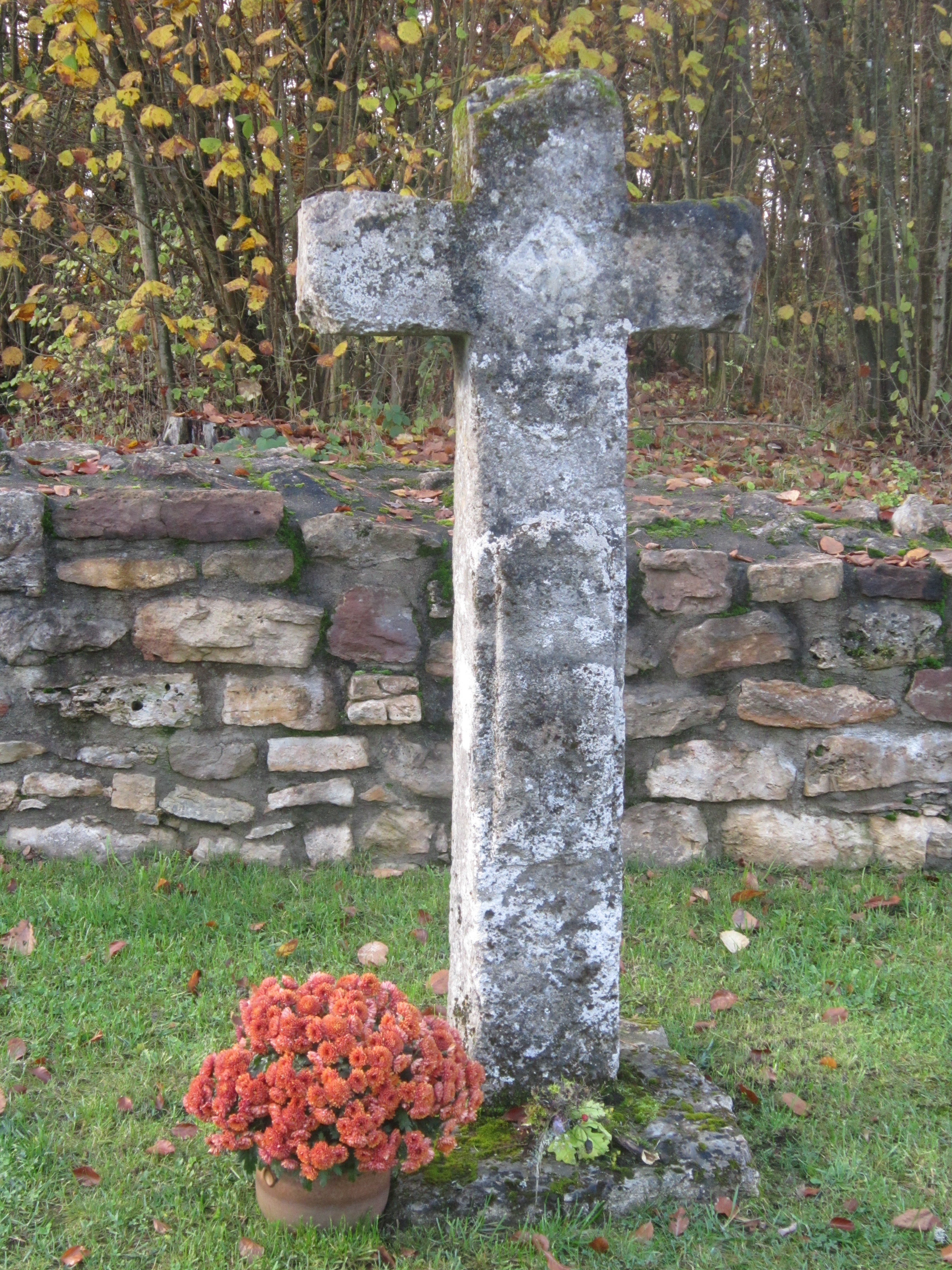
Sandsteinkreuz (um 1320–1340)

Die Kirchenruine Michelskapelle befindet sich auf dem zwischen Reichenbach und Burghausen (Ortsteile von Münnerstadt) gelegenen Michelsberg.
Die dem Erzengel Michael geweihte Kapelle gehört zu den Baudenkmälern in Münnerstadt und ist unter der Nummer D-6-72-135-121 in der Bayerischen Denkmalliste registriert.

## Geschichte
Wie Heimatforscher Josef Wabra schreibt, sollen der Sage zufolge lange vor Entstehung der Michelskapelle auf dem Michelsberg eine Burg namens Grapfeldonoburgi und eine Kirche gestanden haben; weder von der Burg noch von der ehemaligen Kirche seien bauliche Überreste aufzufinden. Von der ehemaligen Kirche seien, so Wabra, auch keine dokumentarischen Nachweise bekannt, während die frühere Burg in einer Schenkungsurkunde vom 15. Dezember 812 erwähnt wird. Die Michelskapelle soll Wabra zufolge lange nach Zerstörung der Kirche entstanden sein.
Die möglicherweise erste bekannte urkundliche Erwähnung der Vorgängerkirche der Michelskapelle könnte aus dem Jahr 810 n. Chr. stammen, womit sie die älteste Pfarrkirche im Münnerstädter Raum wäre. In dieser Urkunde übergibt ein Wuldawirni eine Kirche in pago Grabfelde in villa quae dicitur Munirihestate an das Kloster Fulda. Die Kirche beherbergte drei Altäre sowie im Kirchturm zwei Glocken.
Am 6. Mai 1806 wurde die Michelskapelle, die Pfarrkirche für die Gemeinden Reichenbach und Burghausen oder zumindest Filialkirche der Pfarrei Burglauer war, bei einem von Westen aufziehenden Gewitter durch einen Blitzschlag zerstört. Seitdem nahm die Flora immer mehr Besitz von der Ruine.
Nach mehr als 200 Jahren Dornröschenschlaf wurden die Reste der 24,4 × 7,1 m großen Kapelle in den Jahren 2008–2011 im Rahmen von Konservierungsarbeiten gesichert. Bei der vom damaligen Kreisheimatpfleger Bertram Becker angeregten und von verschiedenen Stellen geförderten Unternehmung engagierten sich zahlreiche ehrenamtliche Helfer der Gemeinden Reichenbach und Burghausen, da die Ruine genau mittig auf der Gemeindegrenze liegt.

## Sonstiges
Zum Inventar der Michelskapelle gehörte ein wertvolles Messbuch, ein sog. missale romanum. Das 1513 in Venedig gedruckte Buch, bei dem es sich um ein Geschenk des Deutschordens-Komturs Johannes Wolfgang von Preising handelte, befindet sich heute in der Augustiner-Bibliothek in Münnerstadt.
Bei Sanierungsarbeiten und kleineren Ausgrabungen Ende der 1960er Jahre wurden Überreste eines zu der Anlage gehörenden Steinkreuzes in Form von einem beschädigten Kreissegmentsockel sowie des Kreuzes selbst aufgefunden, bei dem der obere Längsbalken und ein Längsbalken fehlen. Der Münnerstädter Stadtheimatpfleger ließ die Überreste in das Lager des Stadt-Museums von Münnerstadt bringen.
Seit Juni 2013 steht im Hof der Michelskapelle ein um 1320–1340 entstandenes Steinkreuz aus Sandstein. Dieses stand ursprünglich in der Flurabteilung "Münnichholz" (Mönchholz) in Burghausen. An der Schnittstelle von Längs- und Querbalken ist ein kleines gotisches Kreuzrelief eingearbeitet.
Das vor der Kapelle befindliche, vier Meter hohe Kruzifix beherbergt eine geschnitzte und farbig gefasste Christusfigur, die von einem der Brüder Schiestl angefertigt wurde. Eine Inschrift am Fuß des Kreuzstamms nennt den 6. Mai 1900 als Entstehungsdatum des Kruzifixes sowie dessen Renovierungen in den Jahren 1985 und 1996.

## Entwicklung
Der Ausbau der Kirche bis zum Aussehen bei ihrer Zerstörung durch einen Blitz erfolgte in mehreren Schritten.
- vor 811: Saalkirche mit halbrunder Apsis (10,8 × 6 m); Apsistiefe = 3,1 m
- um 811–1000 n. Chr.: Neubau der Saalkirche mit halbrunder Apsis, dabei Verschiebung der Mittelachse um 2 Grad nach Südosten
- um 1280 n. Chr.: Ersetzten der Apsis durch einen rechteckigen Anbau (5,15 × 4,15 m) mit Kreuzrippengewölbe
- um 1550 n. Chr.: Erweiterung um einen rechteckigen Altarraum (5,2 × 3,9 m)
- um 1721 n. Chr.: Aufsetzen eines Zwiebelturmes[8]

Zur Michelskapelle gehörte ferner ein inzwischen aufgelassener Friedhof, der von einer Friedhofsmauer mit zwei Pforten umgeben war.